# El Norte de Galicia
El Norte de Galicia fou un diari que es va editar a Lugo entre 1901 i 1923.
Aparegué el 31 de gener de 1901 (II Época, Any III, núm. 1), tenia com a subtítol Diario político y de información que canvià posteriorment por Diario de información y el de mayor circulación de Lugo y su provincia. Fou propietat d'Antonio Pardo Pardo-Montenegro, fill de Manuel Pardo de la Vega.
Portaveu de al política conservadora de la província de Lugo, el seu primer director fou Emilio Tapia Rivas. Va tenir com a redactors Antonio Couceiro Freijomil, Juan Ramón Somoza i Manuel Molina Mesa i entre els seus col·laboradors hi figurà Manuel García Blanco.
Deixà de publicar-se el gener de 1923. Als seus tallers passà a imprimir-se La Provincia, nou òrgan conservador de Lugo.